# Denis Oswald
Denis Oswald, švicarski veslač, * 9. maj 1947, Neuchâtel.
Oswald je za Švico nastopil na Poletnih olimpijskih igrah 1968, 1972 in 1976.
Na igrah leta 1968 je v četvercu s krmarjem osvojil bronasto medaljo. Leta 1972 je bil švicarski četverec s krmarjem, v katerem je veslal, osmi, osmo mesto pa je na igrah leta 1976 osvojil tudi dvojni četverec, v katerem je veslal Oswald. 